# 아프리카 육상 연맹
아프리카 육상 연맹(프랑스어: Confédération Africaine d'Athlétisme 콩페데라시옹 아프리켄 드아틀레티슴[*], 영어: Confederation of African Athletics, CAA)은 아프리카의 육상 종목을 총괄하는 국제 스포츠 행정 기구이다. 아프리카 육상 선수권 대회, 아프리카 실내 육상 선수권 대회 등 아프리카 지역의 국제 육상 대회를 운영하고 있다. 또한 국제 육상을 관장하는 6개 대륙 협회 중 하나로 54개 회원국이 가입되어 있다. 본부는 세네갈 다카르에 있다.

## 같이 보기
- 세계 육상 연맹